# Audi S/RS
Audi серии S и серии RS — спортивные версии автомобилей немецкого автопроизводителя Audi, обладающие высокими динамическими характеристиками.
Производство автомобилей Audi серии «S» началось в 1990 году с модели Audi S2, в то время как первый автомобиль серии «RS» появился спустя четыре года с модели Audi RS 2 Avant.
Современные модели серии S и RS базируются на моделях Audi A/TT/Q с аналогичным числом после буквы (например, S4 / RS4 базируется на модели A4, TT RS — на базе ТТ). Ранее обозначались иначе: Audi Ur-S4 с 1991—1994 году базировался на Audi 100/200 (позже названный Audi A6); первые поколения Audi S2 / RS 2 (1990—1995 года) базировались на платформе Audi 80/90.

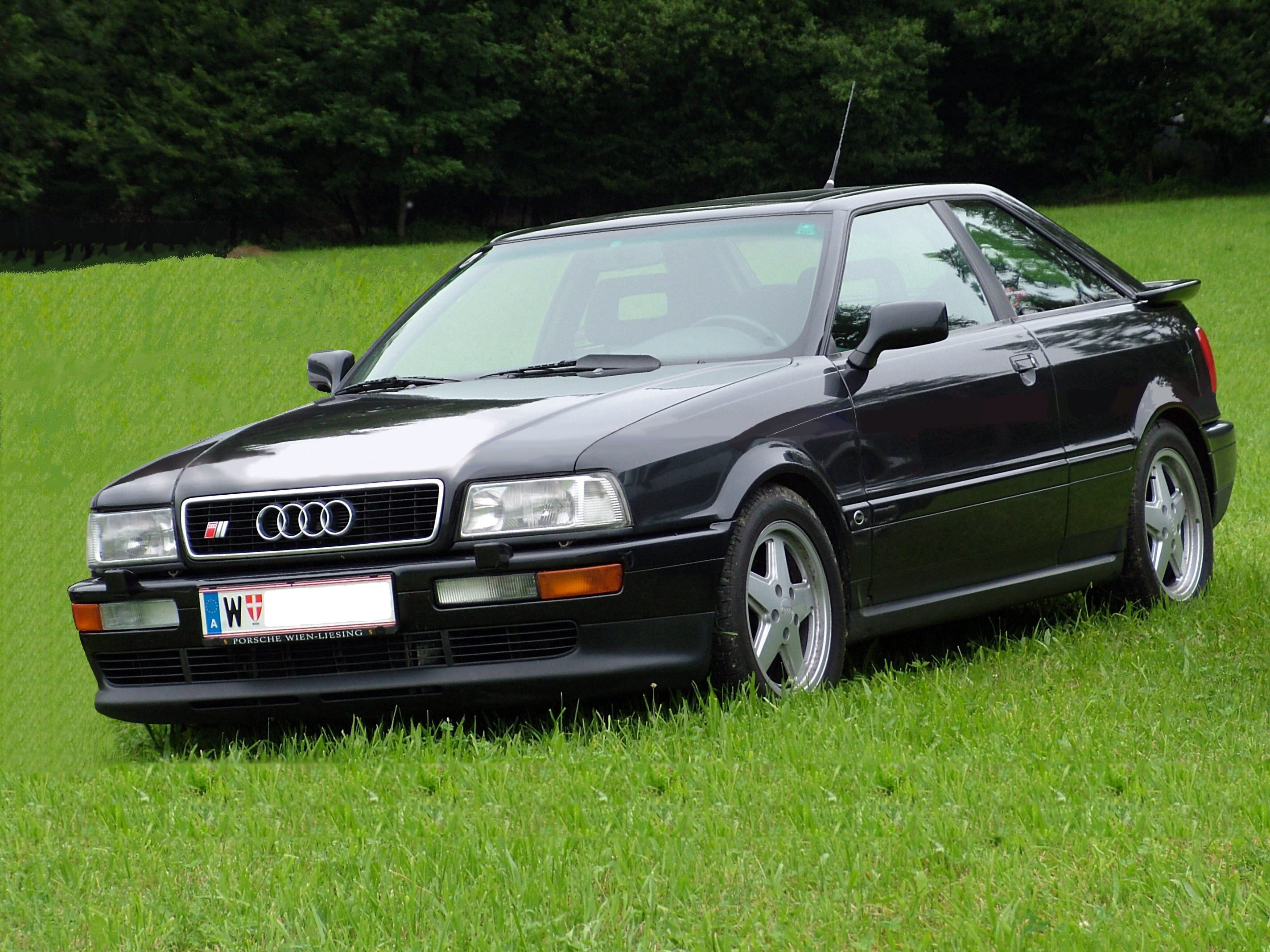
Audi S2, оригинальный Audi серии «S», производимый в период с 1990—1994

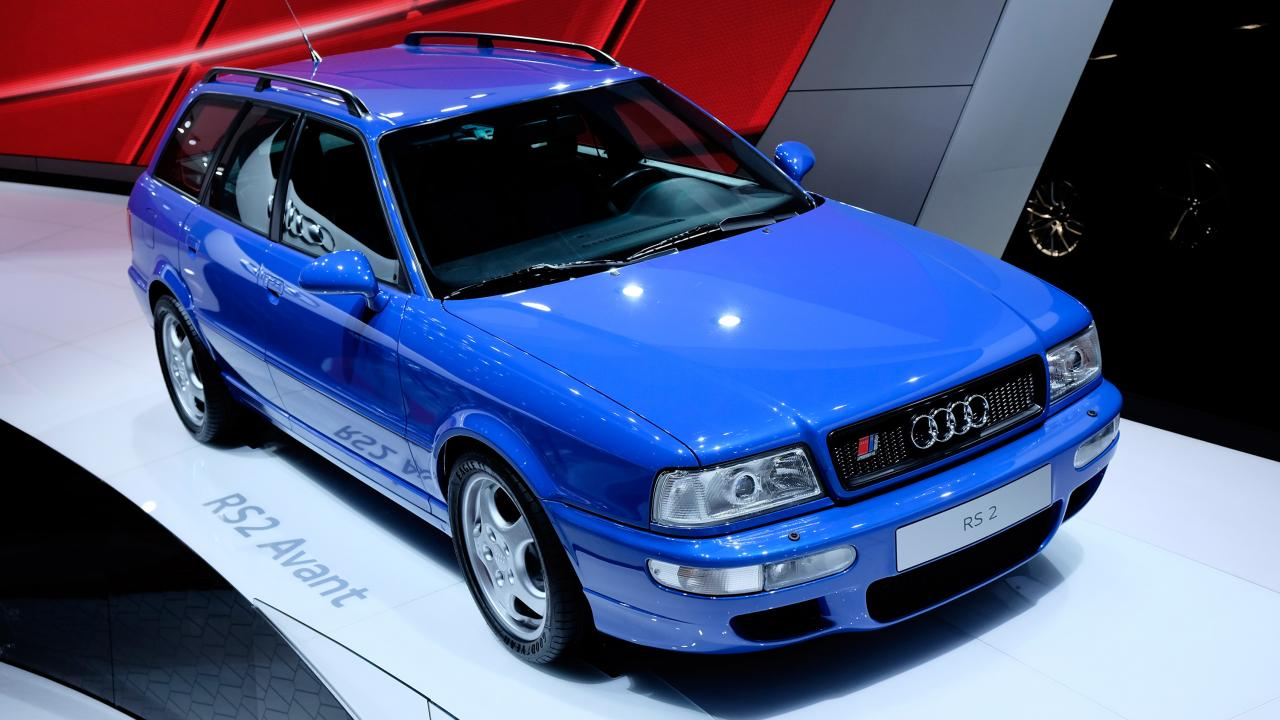
Audi RS 2 Avant, оригинальный Audi «RS», совместного производства Audi и Porsche, производимый в период с 1994—1995. Все последующие модели RS будут производиться исключительно Quattro GmbH (с ноября 2016 г. «Audi Sport GmbH»).

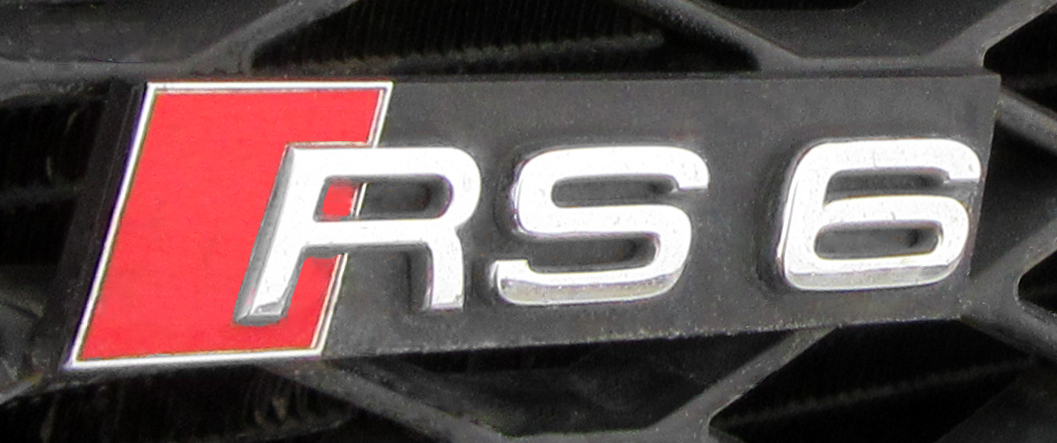
Шильдик Audi RS 6

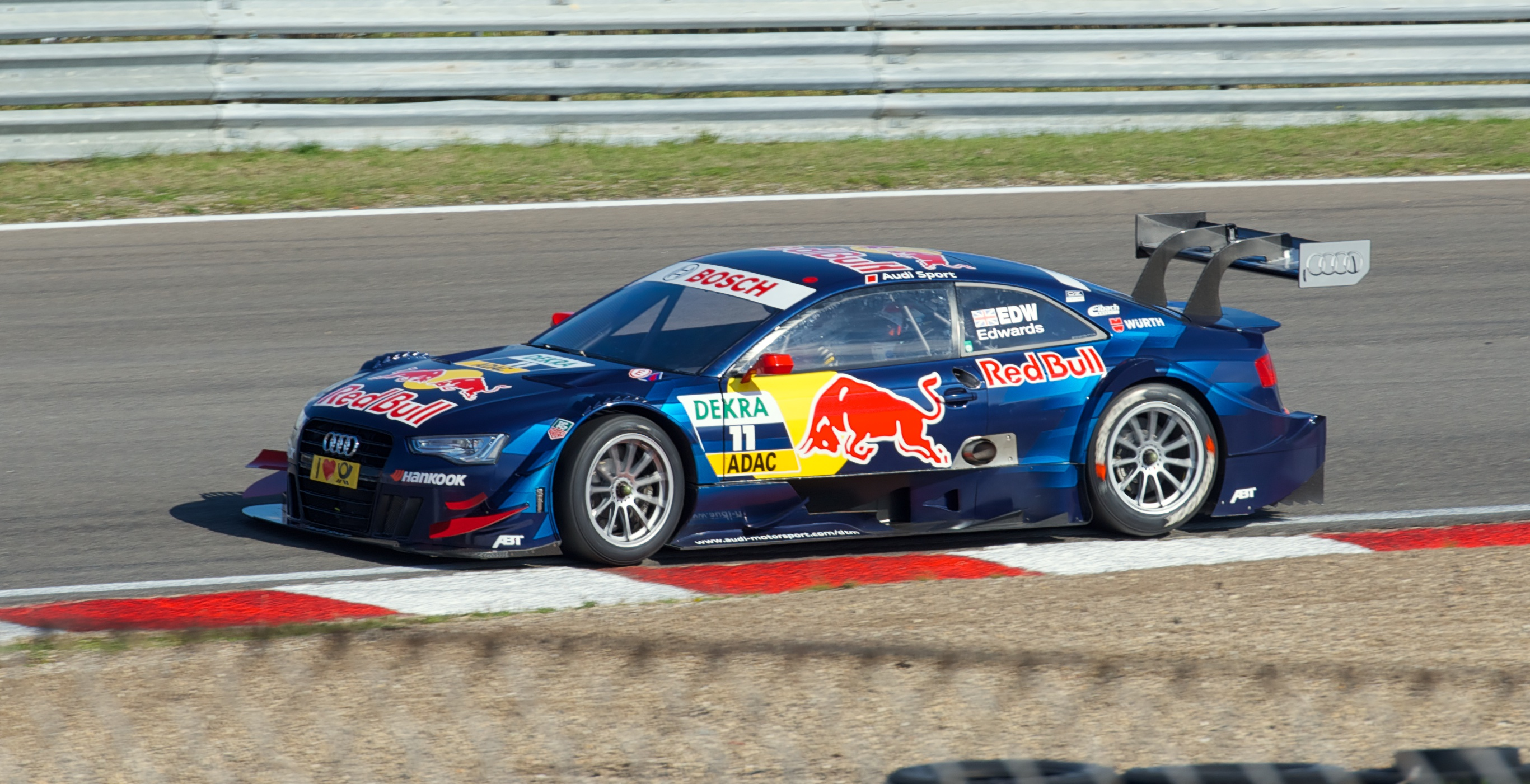
Гоночный Audi RS 5 DTM команды «ABT Sportsline»

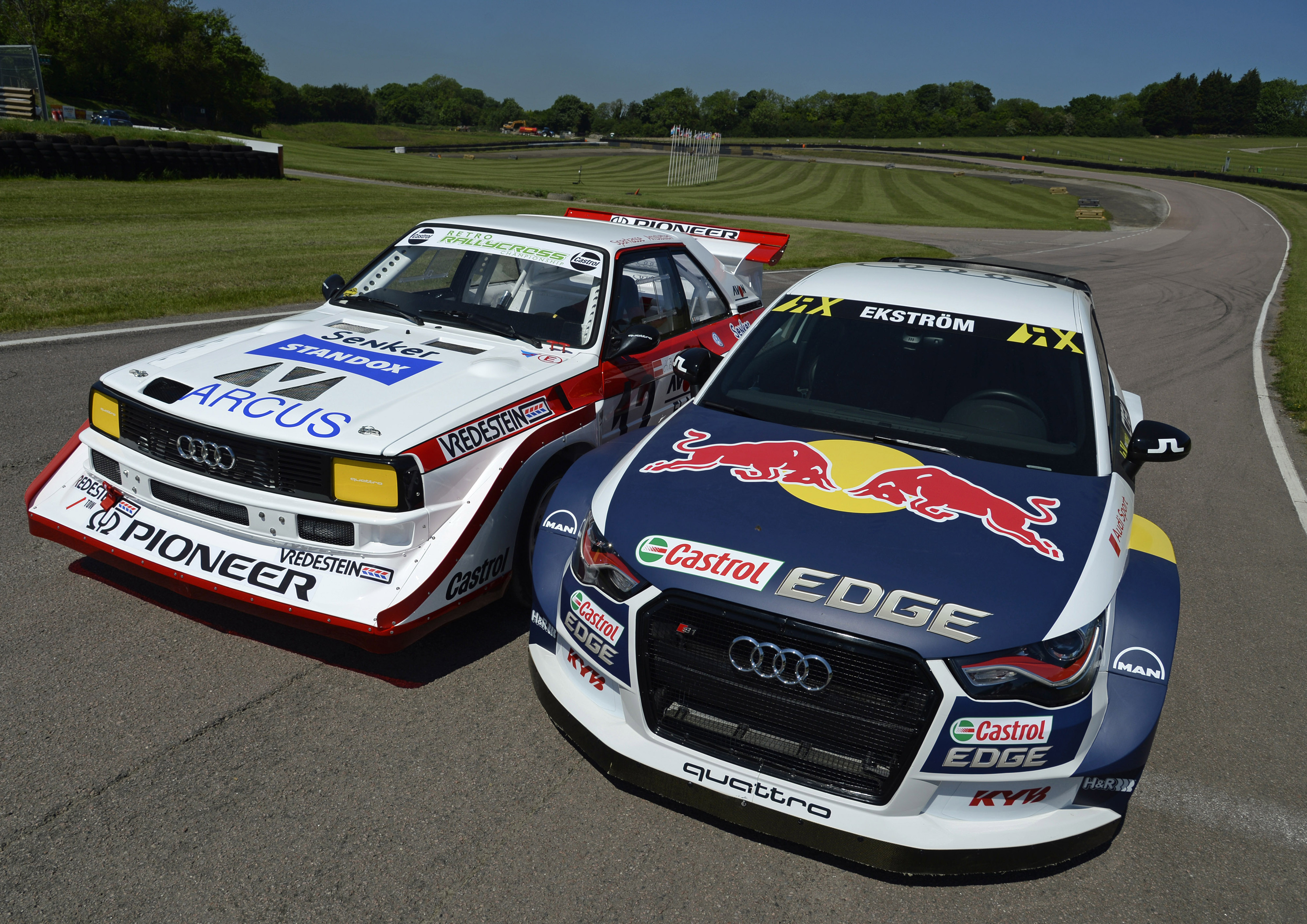
Гоночные Audi Sport Quattro S1 и Audi S1 EKS RX

## История
История дорожных версий гоночных автомобилей Audi начинается с 1980-х годов, с моделей Audi quattro и Audi Sport quattro, производимых концерном Audi AG в городе Ингольштадт.
В 1983 году была основана компания quattro GmbH (с ноября 2016 года — Audi Sport GmbH) в городе Неккарзульм, отвечающая за разработку гоночных и спортивных моделей автомобилей марки Audi.
В 1990 году появилась базируемая на модели Audi 80 спортивная модель S2 как преемник Audi quattro, но уже под обозначением серии «S» в наименовании и имеющая мощность в 220 л. с. А в 1994 году появилась ещё более мощная также базируемая на модели Audi 80 модель RS 2 Avant совместной разработки Audi и Porsche, имеющая 315 л. с. Модель оснащалась компонентами от Porsche. Ранее, в 1973 году, Audi совместно с Porsche был разработан прототип с улучшенными характеристиками на базе выпущенной в 1968 году Audi 100 Coupé S класса «Гран Туризмо», имеющей в базовых версиях 112—115 л. с., который получил наименование «100 Coupé S V3» и был оснащен двигателем V8 мощностью 350 л. с.
C 1994 года было начато развитие спортивных серий Audi S и RS, производимых непосредственно quattro GmbH (Audi Sport GmbH).

## S-серия
Модели серии «S» (Sport), из большинства основных диапазонов моделей Audi производятся на протяжении многих лет. Эти автомобили узнаваемы по их шильдику «S» на решетке радиатора и на задней части вместо буквы «A» в обозначении цифры модели. Буква S используется и в обозначениях, например, «S3», «TTS» и «SQ5».
Все модели Audi серии «S» в стандартной комплектации оснащены системой полного привода quattro®. Двигатель внутреннего сгорания, наряду с более крупными, мощными тормозами, более жесткой подвеской, изменённым экстерьером, а также вариантами внутренней отделки салона из углеродного волокна (карбон), отличают их от своих конкурентов.
С давних пор некоторые модели серии Audi S напрямую конкурируют с BMW M и Mercedes-AMG: такие модели, как B6 Audi S4 4.2 FSI соперничают с BMW M3 E46 и Mercedes-Benz C32 AMG.
Модели Audi серии «S» не следует путать с автомобилями Audi серий «A, Q, TT», оснащёнными пакетом «S line». Последние дополняются кожаной отделкой салона, элементами кузова, шильдиком «S Line», спортивным рулевым колесом, спортивными передними сидениями, колесными дисками и спортивной подвеской, но не оснащаются двигателем повышенной мощности.

## RS-серия
Компания Audi производит автомобили с ещё более высокими динамическими характеристиками, которые можно узнать по шильдику «RS». Аббревиатура «RS» расшифровывается как нем. RennSport — англ. «racing sport». Характеристики и стоимость этих автомобилей приравниваются к автомобилям, относящимся к классу суперкаров.
Модели серии RS имеют более высокие динамические характеристики, чем модели серии «S». Во всех автомобилях серии «RS» применяются самые инновационные технологии. Автомобили Audi RS являются одними из самых мощных автомобилей, когда-либо предлагавшимися Audi наряду с моделью Audi R8. Модель Audi RS 6 является более мощной, чем больший по габаритам Audi S8, но в современном поколении Audi S8 не уступает по мощности своим собратьям, таким как Audi RS 6, Audi RS 7 и оснащаются двигателем одного типа обладающим идентичной мощностью.
«RS»-модели Audi считаются прямыми конкурентами моделей аналогичного класса и рыночного сегмента спортивных автомобилей серий BMW M и Mercedes-AMG в рамках поколений моделей схожих годов выпуска, в то время как Audi серии «S» позиционируются как модели с более высокими динамическими характеристиками по отношению к серии «A». Например, в качестве конкурентов Audi RS 5 выступают автомобили BMW M3, M4, Audi S5 — BMW 335i (xDrive), в то время как Audi RS 6 конкурирует с BMW M5, а Audi S6 — с BMW 550i (xDrive).
| Сравнительная таблица характеристик A / S / RS серии Audi на примере 6—линейки моделей | Сравнительная таблица характеристик A / S / RS серии Audi на примере 6—линейки моделей | Сравнительная таблица характеристик A / S / RS серии Audi на примере 6—линейки моделей | Сравнительная таблица характеристик A / S / RS серии Audi на примере 6—линейки моделей | Сравнительная таблица характеристик A / S / RS серии Audi на примере 6—линейки моделей | Сравнительная таблица характеристик A / S / RS серии Audi на примере 6—линейки моделей | Сравнительная таблица характеристик A / S / RS серии Audi на примере 6—линейки моделей |
| -------------------------------------------------------------------------------------- | -------------------------------------------------------------------------------------- | -------------------------------------------------------------------------------------- | -------------------------------------------------------------------------------------- | -------------------------------------------------------------------------------------- | -------------------------------------------------------------------------------------- | -------------------------------------------------------------------------------------- |
| Модель                                                                                 | Тип двигателя                                                                          | Объем двигателя                                                                        | Мощность двигателя                                                                     | Разгон до 100 км/ч                                                                     | Максимальная скорость                                                                  | Изображение                                                                            |
| A6                                                                                     | I4 — V6                                                                                | 1,8 — 3,0 л.                                                                           | 190 — 333 л. с.                                                                        | 7,9 — 5,1 с                                                                            | 233 — 250 км/ч                                                                         |                                                                                        |
| S6                                                                                     | V8                                                                                     | 4,0 л.                                                                                 | 420 - 450 л. с.                                                                        | 4,4 с                                                                                  | 250 км/ч                                                                               |                                                                                        |
| RS 6                                                                                   | V8                                                                                     | 4,0 л.                                                                                 | 560 — 605 л. с.                                                                        | 3,9 — 3,7 с                                                                            | 305 км/ч                                                                               |                                                                                        |

## Модельный ряд

### Современные модели
| Модель                                     | Платформа VW Group | Код типа | Тип двигателя    | Мощность двигателя                                                  | Разгон до 100 км/ч                                                                        | Максимальная скорость        | Тип кузова                                                                                           | Вес                     | Год                                     | Изображение |
| ------------------------------------------ | ------------------ | -------- | ---------------- | ------------------------------------------------------------------- | ----------------------------------------------------------------------------------------- | ---------------------------- | --- | ----------------------- | --------------------------------------- | ----------- |
| Audi RS Q8                                 | MLB Evo            | н/д      | 3993 см³ V8 TFSI | 441 кВт (600 л. с.)                                                 | 3,8 с                                                                                     | 305 км/час                   | 5 дверей, 5 мест кроссовер                                                                           | н/д                     | 2020                                    |             |
| Audi RS Q3                                 | н/д                | н/д      | 2480 см³ R5 TFSI | 294 кВт (400 л. с.)                                                 | 4,5 с                                                                                     | 250 км/час                   | 5 дверей, 5 мест кроссовер 5 дверей, 4 места кроссовер (Sportback)                                   | н/д                     | 2020                                    |             |
| Audi RS 7                                  | MLB                | C8       | 3993 см³ V8 TFSI | 441 кВт (600 л. с.)                                                 | 3,6 с                                                                                     | 305 км/час                   | 5 дверей, 4 места Sportback (фастбэк)                                                                | н/д                     | 2020                                    |             |
| Audi RS 6                                  | н/д                | С8       | 3993 см³ V8 TFSI | 441 кВт (600 л. с.)                                                 | 3,6 с                                                                                     | 305 км/час                   | 5 дверей, 5 мест Avant (универсал)                                                                   | н/д                     | 2020                                    |             |
| Audi S8                                    | н/д                | D5       | 3993 см³ V8 TFSI | 414 кВт (563 л. с.)                                                 | н/д                                                                                       | н/д                          | 4 двери, 5 мест седан                                                                                | н/д                     | 2020                                    |             |
| Audi SQ8                                   | MLB                | н/д      | 3,956 см³ V8 TDI | 320 кВт (435 л. с.)                                                 | 4,8 с                                                                                     | 250 км/час                   | 5 дверей, 5 мест кроссовер                                                                           | н/д                     | 2019                                    |             |
| Audi SQ2                                   | MQB                | н/д      | 1984 см³ I4 TFSI | 220,5 кВт (300 л. с.)                                               | 4,8 с                                                                                     | 250 км/час                   | 5 дверей, 5 мест кроссовер                                                                           | н/д                     | 2019                                    |             |
| Audi RS 6 Avant performance Nogaro Edition | MLB                | C7/4G    | 3993 см³ V8 TFSI | 518,5 кВт (705 л. с.)                                               | н/д                                                                                       | 320 км/час                   | 5 дверей, 5 мест Avant (универсал)                                                                   | 2025 кг                 | 2018 (150 ед.)                          |             |
| Audi RS 4 Avant                            | MLB Evo            | B9       | 2995 см³ V6 TFSI | 331 кВт (450 л. с.)                                                 | 4,1 с                                                                                     | 250 / 280 км/час             | 5 дверей, 5 мест Avant (универсал)                                                                   | 1790 кг                 | 2018                                    |             |
| Audi RS 5                                  | MLB Evo            | F5       | 2995 см³ V6 TFSI | 331 кВт (450 л. с.)                                                 | 3,9 с                                                                                     | 280 км/час                   | 2 двери, 4 места купе 4 двери, 4 места Sportback (фастбэк)                                           | 1730 кг 1840 кг         | 2018                                    |             |
| Audi S5                                    | MLB Evo            | F5       | 2995 см³ V6 TFSI | 260 кВт (354 л. с.)                                                 | 4,7 с                                                                                     | 250 км/час                   | 2 двери, 4 места купе 4 двери, 4 места Sportback (фастбэк) 2 дверей, 4 места кабриолет               | 1690 кг 1735 кг 1840 кг | 2018                                    |             |
| Audi S1                                    | PQ25               | 8X       | 1984 см³ I4 TFSI | 170 кВт (231 л. с.)                                                 | 5,8 с                                                                                     | 250 км/час                   | 3 двери, 5 мест, мини-хетчбэк 5 дверей, 5 мест, Sportback (мини-хетчбэк)                             | 1315 кг                 | 2015                                    |             |
| Audi TTS                                   | MQB                | 8S       | 1984 см³ I4 TFSI | 228 кВт (310 л. с.)                                                 | 4,9 — 4,6 с (купе) 5,2 — 5,9 с (родстер)                                                  | 250 км/час                   | 2 двери, 2+2 места купе 2 двери, 2 места родстер                                                     | 1440 кг 1525 кг         | 2014                                    |             |
| Audi TT RS                                 | MQB                | 8S       | 2480 см³ R5 TFSI | 294 кВт (400 л. с.)                                                 | 3,7 с (купе) 3,9 с (родстер)                                                              | 280 км/час                   | 2 дверей, 2+2 места купе 2 двери, 2 места родстер                                                    | 1515 кг 1605 кг         | 2017                                    |             |
| Audi S3                                    | MQB                | 8V       | 1984 см³ I4 TFSI | 220 кВт (300 л. с.)                                                 | 5,4 — 5,1 с (хэтч. 3 дв.) 5,3 — 4,9 с (хэтч. 5 дв.) 5,3 — 4,9 с (седан) 5,4 с (кабриолет) | 250 км/час                   | 3 двери, 5 мест, хетчбэк 5 дверей, 5 мест хетчбэк 4 двери, 5 мест, седан 2 двери, 4 места, кабриолет | 1150 — 1520 кг          | 2014 2017 (facelift)                    |             |
| Audi RS 3 Sportback                        | MQB                | 8V       | 2480 см³ R5 TFSI | 294 кВт (400 л. с.)                                                 | 4,1 с                                                                                     | 250 (280) км/час             | 5 дверей, 5 мест хетчбэк 4 двери, 5 мест седан                                                       | 1585 кг 1590 кг         | 2015                                    |             |
| Audi S4                                    | B9 (Audi MLB/MLP)  | 8W       | 2998 см³ V6 TFSI | 260 кВт (354 л. с.)                                                 | 4,4 с                                                                                     | 250 км/час                   | 4 двери, 5 мест седан 5 дверей, 5 мест Avant (универсал)                                             | 1705 кг 1750 кг         | 2016                                    |             |
| Audi S6                                    | MLB                | C7/4G    | 3993 см³ V8 TFSI | 309 кВт (420 л. с.) (2012) 331 кВт (450 л. с.) (2014)               | 4,9 / 4,8 с (2012) (универсал/седан) 4,6 / 4,4 с (2014) (универсал/седан)                 | 250 км/час                   | 4 дверей, 5 мест седан 5 дверей, 5 мест Avant (универсал)                                            | 1970 кг 2035 кг         | 2012 2014                               |             |
| Audi RS 6                                  | MLB                | C7/4G    | 3993 см³ V8 TFSI | 412 кВт (560 л. с.) 445 кВт (605 л. с.) (2016) (performance)        | 3,9 с 3,7 с (performance)                                                                 | 305 км/час                   | 5 дверей, 5 мест Avant (универсал)                                                                   | 2025 кг                 | 2013 2015 (facelift) 2016 (performance) |             |
| Audi S7                                    | MLB                | 4G       | 3993 см³ V8 TFSI | 309 кВт (420 л. с.) (2012) 331 кВт (450 л. с.) (2014) (facelift)    | 4,7 с (2012) 4,6 с (2014)                                                                 | 250 км/час                   | 5 дверей, 4 места Sportback (фастбэк)                                                                | 2030 кг                 | 2012 2014 (facelift)                    |             |
| Audi RS 7                                  | MLB                | 4G       | 3993 см³ V8 TFSI | 412 кВт (560 л. с.) (2013) 445 кВт (605 л. с.) (performance) (2016) | 3,9 с 3,7 с (performance)                                                                 | 305 км/час                   | 5 дверей, 4 места Sportback (фастбэк)                                                                | 2005 кг                 | 2013 2014 (facelift) 2016 (performance) |             |
| Audi S8                                    | MLB                | 4H       | 3993 см³ V8 TFSI | 382 кВт (520 л. с.) 445 кВт (605 л. с.) (plus)                      | 4,1 с 3,8 с (plus)                                                                        | 250 км/час 305 км/час (plus) | 4 двери, 5 мест седан                                                                                | 2065 кг                 | 2013 2016 (plus)                        |             |
| Audi RS Q3                                 | MQB                | 8U       | 2480 см³ R5 TFSI | 228 кВт (310 л. с.) (2013) 250 кВт (340 л. с.) (2014)               | 5,2 с (2013) 4,8 с (2014)                                                                 | 250 км/час                   | 5 дверей, 5 мест кроссовер                                                                           | 1655 кг                 | 2013 2014 (facelift)                    |             |
| Audi SQ5                                   | MLB evo            | FY       | 2998 см³ V6 TFSI | 260 кВт (354 л. с.)                                                 | 5,4 с                                                                                     | 250 км/час                   | 5 дверей, 5 мест кроссовер                                                                           | 1945 кг                 | 2017                                    |             |
| Audi SQ7                                   | MLB                | 4M       | 3956 см³ V8 TDI  | 320 кВт (435 л. с.)                                                 | 4,8 с                                                                                     | 250 км/час                   | 5 дверей, 5 мест, кроссовер                                                                          | 2270 кг                 | 2017                                    |             |

### Ранее производившееся модели
В хронологическом порядке, начиная с самых ранних:
| Модель                | Платформа VW Group       | Код типа | Тип двигателя                       | Мощность двигателя                                    | Разгон до 100 км/ч                                                                              | Максимальная скорость                                                             | Тип кузова                                                                             | Вес                            | Год                                                           | Изображение |
| --------------------- | ------------------------ | -------- | ----------------------------------- | ----------------------------------------------------- | ----------------------------------------------------------------------------------------------- | --------------------------------------------------------------------------------- | -------------------------------------------------------------------------------------- | ------------------------------ | ------------------------------------------------------------- | ----------- |
| Audi S2               | B3,B4                    | 8B, 8C   | 2226 см³ l5 20vT                    | 162 — 169 кВт (220—230 л. с.)                         | 6,1 — 5,8 с                                                                                     | 242 — 246 км/час                                                                  | 2 двери, 5 мест купе 5 дверей, 5 мест Avant (универсал) 4 дверей, 5 мест седан         | 1525 кг                        | 1990 — 1995                                                   |             |
| Audi 100 S4 («Ur—S4») | C4                       | 4A       | 2226 см³ l5 20vT 4172 см³ V8        | 169 кВт (230 л. с.) 206 кВт (280 л. с.)               | I5 6,8 с (седан) 7,1 с (avant) V8 6,2 с (седан) 6,6 с (avant)                                   | I5 244 км/час (седан) 235 км/час (avant) V8 249 км/час (седан) 247 км/час (avant) | 4 дверей, 5 мест седан 5 дверей, 5 мест Avant (универсал)                              | 1610 - 1730 кг                 | 1991 — 1994 1992—1994 (V8)                                    |             |
| Audi RS 2             | B4                       | 8C       | 2226 см³ l5 20vT                    | 234 кВт (319 л. с.)                                   | 4,8 с                                                                                           | 262 км/час                                                                        | 5 дверей, 5 мест Avant (универсал)                                                     | 2100 кг                        | 1994 — 1995                                                   |             |
| Audi S6 («Ur—S6»)     | C4                       | 4A       | 2226 см³ l5 20vT 4172 см³ V8        | 169 кВт (230 л. с.) 213 кВт (290 л. с.)               | 6,9 — 5,9 с                                                                                     | 241 — 250 км/час                                                                  | 4 дверей, 5 мест седан 5 дверей, 5 мест Avant (универсал)                              | 1730 кг 1780 кг                | 1995 — 1997                                                   |             |
| Audi S6 Plus          | C4                       | 4A       | 4172 см³ V8                         | 240 кВт (326 л. с.)                                   | 5,6 с (седан) 5,7 с (avant)                                                                     | 250 км/час                                                                        | 4 дверей, 5 мест седан 5 дверей, 5 мест Avant (универсал)                              | 1730 кг 1780 кг                | 1996 — 1997                                                   |             |
| Audi RS 4 Avant       | B5 (PL45)                | 8D       | 2671 см³ V6 T                       | 285 кВт (387 л. с.)                                   | 4,9 с                                                                                           | 250 км/час                                                                        | 5 дверей, 5 мест Avant (универсал)                                                     | 1620 кг                        | 2000 — 2001                                                   |             |
| Audi S8               | D2 (PL62)                | 4D       | 4172 см³ V8                         | 250 кВт (340 л. с.) (1996) 265 кВт (369 л. с.) (1999) | 6,8 — 5,5 с (1996) 6,6 — 5,4 с (1999)                                                           | 250 км/час                                                                        | 4 дверей, 5 мест, седан                                                                | 1730 кг - 1845 кг              | 1996 — 2002                                                   |             |
| Audi S4               | B5 (PL45)                | 8D       | 2671 см³ V6 T                       | 195 кВт (265 л. с.)                                   | 5,8 — 5,6 с                                                                                     | 250 км/час                                                                        | 4 дверей, 5 мест, седан 5 дверей, 5 мест Avant (универсал)                             | 1535 кг - 1680 кг              | 1997 — 2002                                                   |             |
| Audi S6               | C5                       | 4B       | 4172 см³ V8                         | 250 кВт (340 л. с.)                                   | 6,7 — 5,7 с (седан) 6,8 — 5,8 с (avant)                                                         | 250 км/час                                                                        | 4 дверей, 5 мест, седан 5 дверей, 5 мест Avant (универсал)                             | 1815 кг 1825 кг                | 1999 — 2004                                                   |             |
| Audi S3               | A4 (PQ34)                | 8L       | 1781 см³ I4 20vT                    | 154 кВт (210 л. с.) (1999) 165 кВт (225 л. с.) (2001) | 6,9 с (1999) 6,6 с (2001)                                                                       | 238 км/час (1999) 243 км/час (2001)                                               | 3 дверей, 5 мест, хетчбэк                                                              | 1375 - 1420 кг                 | 1999 — 2003                                                   |             |
| Audi RS 6             | C5                       | 4B       | 4172 см³ V8 40vT                    | 331 кВт (450 л. с.)                                   | 4,9 с                                                                                           | 250 км/час                                                                        | 4 дверей, 5 мест седан 5 дверей, 5 мест Avant (универсал)                              | 1840 кг 1865 кг                | 2002 — 2004                                                   |             |
| Audi RS 6 plus        | C5                       | 4B       | 4172 см³ V8 40vT                    | 353 кВт (480 л. с.)                                   | 4,4 с                                                                                           | 280 км/час                                                                        | 5 дверей, 5 мест Avant (универсал)                                                     | 1880 кг                        | 2004                                                          |             |
| Audi S4               | B6 (PL46)                | 8E       | 4163 см³ V8 40v                     | 253 кВт (344 л. с.)                                   | 5,8 — 5,6 с (седан) 5,9 — 5,8 с (avant) 6,2 — 5,9 с (кабрио.)                                   | 250 км/час                                                                        | 4 дверей, 5 мест седан 5 дверей, 5 мест Avant (универсал) 2 двери, 4 места кабриолет   | 1660 кг 1720 кг 1855 кг        | 2003 — 2005                                                   |             |
| Audi RS 4             | B7 (PL47)                | 8E       | 4163 см³ V8 FSI                     | 309 кВт (420 л. с.)                                   | 4,8 с (седан) 4,9 с (avant) 4,9 с (кабрио.)                                                     | 250 км/час                                                                        | 4 дверей, 5 мест седан 5 дверей, 5 мест Avant (Универсал) 2 двери, 4 места кабриолет   | 1650 — 1680 кг 1710 кг 1845 кг | 2006 — 2008 (Седан) 2006 — 2007 (Avant) 2007 — 2008 (Кабрио.) |             |
| Audi S4               | B7 (PL47)                | 8E       | 4163 см³ V8 40v                     | 253 кВт (344 л. с.)                                   | 5,8 — 5,6 с (седан) 5,9 — 5,8 с (avant) 6,2 — 5,9 с (кабрио.)                                   | 250 км/час                                                                        | 4 дверей, 5 мест седан 5 дверей, 5 мест Avant (универсал) 2 двери, 4 места кабриолет   | 1660 - 1895 кг                 | 2005 — 2008 2006 — 2009 (Кабрио.)                             |             |
| Audi S6               | C6/4F                    | 4F       | 5204 см³ V10 FSI (Lamborghini V10)  | 320 кВт (435 л. с.)                                   | 5,2 с (седан) 5,3 с (avant)                                                                     | 250 км/час                                                                        | 4 дверей, 5 мест седан 5 дверей, 5 мест Avant (универсал)                              | 1910 кг 1970 кг                | 2006 — 2011                                                   |             |
| Audi RS 6             | C6/4F                    | 4F       | 4991 см³ V10 TFSI (Lamborghini V10) | 427 кВт (580 л. с.)                                   | 4,5 с                                                                                           | 250 км/час 303 км/час (Sedan Plus)                                                | 4 дверей, 5 мест седан 5 дверей, 5 мест Avant (универсал)                              | 1985 - 2025 кг                 | 2008 — 2010                                                   |             |
| Audi S8               | D3 (PL63)                | 4E       | 5204 см³ V10 FSI (Lamborghini V10)  | 331 кВт (450 л. с.)                                   | 5,1 с                                                                                           | 250 км/час                                                                        | 4 дверей, 5 мест седан                                                                 | 1940 кг                        | 2006 — 2010                                                   |             |
| Audi S4               | B8                       | 8E       | 2998 см³ V6 TFSI                    | 245 кВт (333 л. с.)                                   | 5,3 — 5,1 с (седан) 5,4 — 5,2 с (avant)                                                         | 250 км/час                                                                        | 4 дверей, 5 мест седан 5 дверей, 5 мест Avant (универсал)                              | 1725 - 1825 кг                 | 2009 — 2011                                                   |             |
| Audi S3               | A5 (PQ35)                | 8P       | 1984 см³ I4 TFSI                    | 195 кВт (265 л. с.)                                   | 5,7 с                                                                                           | 250 км/час                                                                        | 3 двери, 5 мест хетчбэк 5 дверей, 5 мест хетчбэк (Sportback)                           | 1530 - 1590 кг                 | 2006 — 2012 3 дв. 2008—2012 5 дв.                             |             |
| Audi RS 3 Sportback   | A5 (PQ35)                | 8P       | 2480 см³ R5 TFSI                    | 250 кВт (340 л. с.)                                   | 4,6 с                                                                                           | 250 км/час                                                                        | 5 дверей, 5 мест хетчбэк                                                               | 1650 кг                        | 2011 — 2012                                                   |             |
| Audi S8               | D4                       | 4H       | 3993 см³ V8 TFSI                    | 382 кВт (520 л. с.)                                   | 4,2 с                                                                                           | 250 км/час                                                                        | 4 дверей, 5 мест седан                                                                 | 2050 - 2065 кг                 | 2012 — 2013                                                   |             |
| Audi TTS              | A5 (PQ35)                | 8J       | 1984 см³ I4 TFSI                    | 200 кВт (272 л. с.)                                   | 5,4 — 5,2 с (купе) 5,6 — 5,4 с (родстер)                                                        | 250 км/час                                                                        | 2 двери, 2+2 места купе 2 двери, 2 места, родстер                                      | 1470 - 1570 кг                 | 2008 — 2014                                                   |             |
| Audi TT RS            | A5 (PQ35)                | 8J       | 2480 см³ R5 TFSI                    | 250 кВт (340 л. с.) 264 (360 л. с.) (plus)            | 4,6 — 4,3 с (купе) 4,7 — 4,4 с (родстер) 4,3 — 4,1 с (купе) (plus) 4,4 — 4,2 с (родстер) (plus) | 250 км/час 280 км/час (plus)                                                      | 2 двери, 2+2 места купе 2 двери, 2 места родстер                                       | 1525 - 1610 кг                 | 2009 — 2014                                                   |             |
| Audi RS 3 Sportback   | MQB                      | 8V       | 2480 см³ R5 TFSI                    | 270 кВт (366 л. с.)                                   | 4,3 с                                                                                           | 280 км/час                                                                        | 5 дверей, 5 мест хетчбэк                                                               | 1595 кг                        | 2015                                                          |             |
| Audi S4               | B8 (PL48) (Audi MLB/MLP) | 8K       | 2998 см³ V6 TFSI                    | 245 кВт (333 л. с.)                                   | 5,1 с                                                                                           | 250 км/час                                                                        | 4 двери, 5 мест седан 5 дверей, 5 мест Avant (универсал)                               | 1725 - 1825 кг                 | 2011 — 2015                                                   |             |
| Audi S5               | B8 (PL48) (Audi MLB/MLP) | 8T       | 2998 см³ V6 TFSI 4163 см³ V8 FSI    | 245 кВт (333 л. с.) 260 кВт (354 л. с.)               | 5,6 — 4,9 с                                                                                     | 250 км/час                                                                        | 2 дверей, 4 места купе 2 двери, 4 места кабриолет 4 двери, 4 места Sportback (Фастбэк) | 1750 кг 1955 кг 1820 кг        | 2007 2011 (facelift)                                          |             |
| Audi RS 5             | B8 (PL48) (Audi MLB/MLP) | 8T       | 4163 см³ V8 FSI                     | 331 кВт (450 л. с.)                                   | 4,6 с (2010) 4,5 с (2012) 4,9 с (2012—2016) (кабриолет)                                         | 250 км/час 280 км/час (с ослабленным ограничителем)                               | 2 двери, 4 места купе 2 двери, 4 места кабриолет                                       | 1790 – 1800 кг 1995 кг         | 2010 2012 (facelift)                                          |             |
| Audi RS 4 Avant       | B8 (PL48) (Audi MLB/MLP) | 8K       | 4163 см³ V8 FSI                     | 331 кВт (450 л. с.)                                   | 4,7 с                                                                                           | 280 км/час                                                                        | 5 дверей, 5 мест Avant (универсал)                                                     | 1795 кг                        | 2012 — 2015                                                   |             |
| Audi SQ5              | MLB                      | 8R       | 2995 см³ V6 TFSI 2967 см³ V6 TDI    | 260 кВт (354 л. с.) 230 кВт (313 л. с.) (дизель)      | 5,4 с (бензин) 5,1 с (дизель)                                                                   | 250 км/час                                                                        | 5 дверей, 5 мест кроссовер                                                             | 1830 кг                        | 2013                                                          |             |

## Audi S line

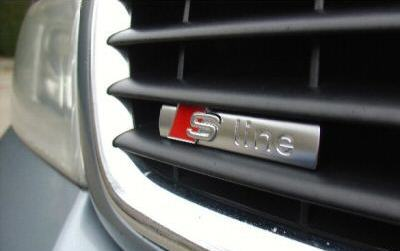
Шильдик «S line» на решетке радиатора.

Audi также производит автомобили с пакетом внешней спортивной отделки, которые можно отличить по шильдику S line. Этот набор для линейки моделей Audi серии A, Q, TT включает в себя дополнительные элементы внешней отделки и «спортивный пакет», который содержит набор элементов внутренней отделки салона (в том числе спортивные передние сиденья), а также оснащён спортивной ходовой частью и колесными дисками моделей S. Отделка «S line» создана для того, чтобы подчеркнуть спортивный характер автомобиля основных линеек моделей серии A,Q,TT. Детали внешней отделки S line производятся подразделением Audi Sport GmbH на заводе в городе Неккарзульм.